# Vardanes I de Pàrtia
|  | Per a altres significats, vegeu «Vardanes». |

Vardanes I fou rei de Pàrtia del 42 al 46.
Va succeir el seu pare Artaban III, després d'haver estat desheretat el fill adoptiu Gotarces (II).
El 42 el regne d'Armènia governat per la noblesa nacional amb aliança amb l'Imperi Part fou ocupat pels romans. L'emperador Claudi va enviar a l'exrei Mitridates cap Armènia amb suport imperial, i amb l'ajut de son pare Mitridates d'Ibèria i son germà Pharsman, així com de forces romanes, fou establert al poder (42). Una guarnició romana es va instal·lar a Garní, prop d'Erevan.
La ciutat de Selèucia del Tigris s'havia revoltat en temps d'Artaban III, i després d'uns set anys es mantenia rebel. El nou rei va marxar contra la ciutat al començar el seu regnat. La rebel·lió havia fer créixer la ciutat de Ctesifont, a l'altre costat del riu, que fou utilitzada com a base principal per Vardanes. L'atac a Selèucia fou frustrat per la rebel·lió de Gotarces. Vardanes va rebre ajut d'Adiabene (del rei Izates II) i d'Osroene (i ajut econòmic de Judea), i va derrotar a Gotarces prop d'Ecbàtana i Gotarces va fugir a la regió de Bukhara. A finals d'any (desembre) Vardanes va tornar contra Selèucia.
A l'abril del 43 Gotarces havia reunit un nou exèrcit i altra vegada Vardanes va haver de deixar el setge de Selèucia. Com que la força dels dos exèrcits era anivellada, els dos rivals van acordar un repartiment: Gotarces va rebre Hircània i la part oriental i Vardanes la resta. Finalment Vardanes va tornar contra Selèucia que fou ocupada el juliol.
L'any 45 Vardanes va considerar una agressió la instal·lació de Mitridates com a rei d'Armènia, i va sortir de Ctesifont amb un exèrcit per conquerir el país. Però abans d'arribar es va assabentar que el seu germà (per adopció) Gotarces II d'Hircània s'havia rebel·lat amb el suport d'Izates II d'Adiabene. Vardanes va canviar de destí i va marxar contra el rebel, al que va derrotar a la riba del riu Carinda (a la costa sud de la mar Càspia). Gotarces va fugir al territori dels escites Dahan i Vardanes el va empaitar i va obtenir diverses victòries però no el va poder atrapar.
El 46 va nomenar al seu fill Vonon o Vonones com a rei d'Atropatene on s'havia extingit la dinastia. El rei preparava una expedició contra Adiabene quan els nobles i mags el van assassinar (46). Però llavors els assassins es van dividir en faccions cada una afavorin a un candidat diferent: Meherdates o Mitridates IV, fill d'un ex rei, que era ostatge a Roma, afavorit pels romans, va obtenir el major suport, però Gotarces, que ja era al país amb el seu exèrcit escita es va fer reconèixer per la noblesa.
| Precedit per: Artaban III | Imperi Part | Succeït per: Gotarces II |